# Óblast del Lejano Oriente
La óblast del Lejano Oriente (en ruso: Дальневосточная область) fue una unidad administrativa-territorial de la RSFS de Rusia que existió desde el 15 de noviembre de 1922 hasta el 4 de enero de 1926.
El centro administrativo era la ciudad de Chitá.

## Historia
El 15 de noviembre de 1922, la República del Lejano Oriente se disolvió y se convirtió en parte de la RSFS de Rusia como la óblast del Lejano Oriente.
En la óblast se formaron varias provincias, nombradas por las de las gubernias correspondientes de la República: Transbaikal, Pribaikal, Amur, Primorie y Kamchatka. La óblast autónoma Buriato-mongola mantuvo su estatus.
El 30 de mayo de 1923 la óblast autónoma Buriato-mongola se retiró de la óblast del Lejano Oriente y se formó con ella la República Autónoma Socialista Soviética de Buriatia.
En octubre de 1923 se abolieron las provincias de Amur y Baikal; el territorio de la provincia de Amur se transfirió a la provincia de Primorsk, el territorio de la provincia de Baikal se dividió entre la provincia de Transbaikal (una parte más pequeña) y la RASS Buriato-Mongola (una gran parte).
El 4 de enero de 1926, las cuatro provincias restantes de la óblast del Lejano Oriente formaron el krai del Lejano Oriente.